# حارة الوتاري (صنعاء)

تعديل مصدري - تعديل

حارة الوتاري هي إحدى حارات حي شعوب بمديرية شعوب إحد مديريات العاصمة اليمنية صنعاء، بلغ تعداد سكانها 718 نسمة حسب تعداد اليمن لعام 2004.